# Priscosiren
Priscosiren — це вимерлий рід ссавців, який існував у західній Атлантиці та Пуерто-Рико в ранньому олігоцені.

## Філогенез
Velez-Juarbe і Domning (2014) знайшли «Priscosiren» як сестру клади «Metaxytherium» + Hydrodamalinae і Dugonginae